# Ariocarpus retusus
Espèce
Synonymes
- Anhalonium areolosum Lem.[1]
- Anhalonium elongatum Salm-Dyck[1] [2]
- Anhalonium furfuraceum J.M.Coult.[1]
- Anhalonium prismaticum Lem.[1]
- Anhalonium pulvilligerum[3]
- Anhalonium retusum Salm-Dyck[1]
- Ariocarpus confusus Halda & Horáček[1]
- Ariocarpus elongatus (Salm-Dyck) F. Wettst.[2]
- Ariocarpus furfuraceus (S. Watson) C. H. Thomps.[2]
- Ariocarpus prismaticus (Lem.) Cobbold[1]
- Ariocarpus pulvilligeris[3]
- Ariocarpus retusus subsp. confusus (Halda & Horácek) Lüthy[1]
- Ariocarpus trigonus var. elongatus (Salm-Dyck) Backeb.[1]
- Ariocarpus trigonus var. minor Voldan[3]
- Mammillaria furfuracea S. Watson[2]
- Mammillaria prismatica (Lem.) Hemsl.[1]

Statut de conservation UICN

 LC  : Préoccupation mineure

Ariocarpus retusus est une espèce de cactus du genre Ariocarpus, originaire du Mexique. 

## Liste des variétés et sous-espèces
Selon Tropicos (26 avril 2017) (Attention liste brute contenant possiblement des synonymes) :
- sous-espèce Ariocarpus retusus subsp. confusus Lüthy
- sous-espèce Ariocarpus retusus subsp. horacekii Halda & Panar.
- sous-espèce Ariocarpus retusus subsp. jarmilae Halda, Horácek & Panar.
- sous-espèce Ariocarpus retusus subsp. panarottoi Halda & Horácek
- sous-espèce Ariocarpus retusus subsp. pectinatus Weisbarth
- sous-espèce Ariocarpus retusus subsp. retusus
- sous-espèce Ariocarpus retusus subsp. scapharostroides Halda & Horácek
- sous-espèce Ariocarpus retusus subsp. sladkovskyi Halda & Kupcák
- sous-espèce Ariocarpus retusus subsp. trigonus (F.A.C. Weber) E.F. Anderson & Fitz Maurice
- variété Ariocarpus retusus var. furfuraceus (S. Watson) Frank